# August Wilhelm Malm

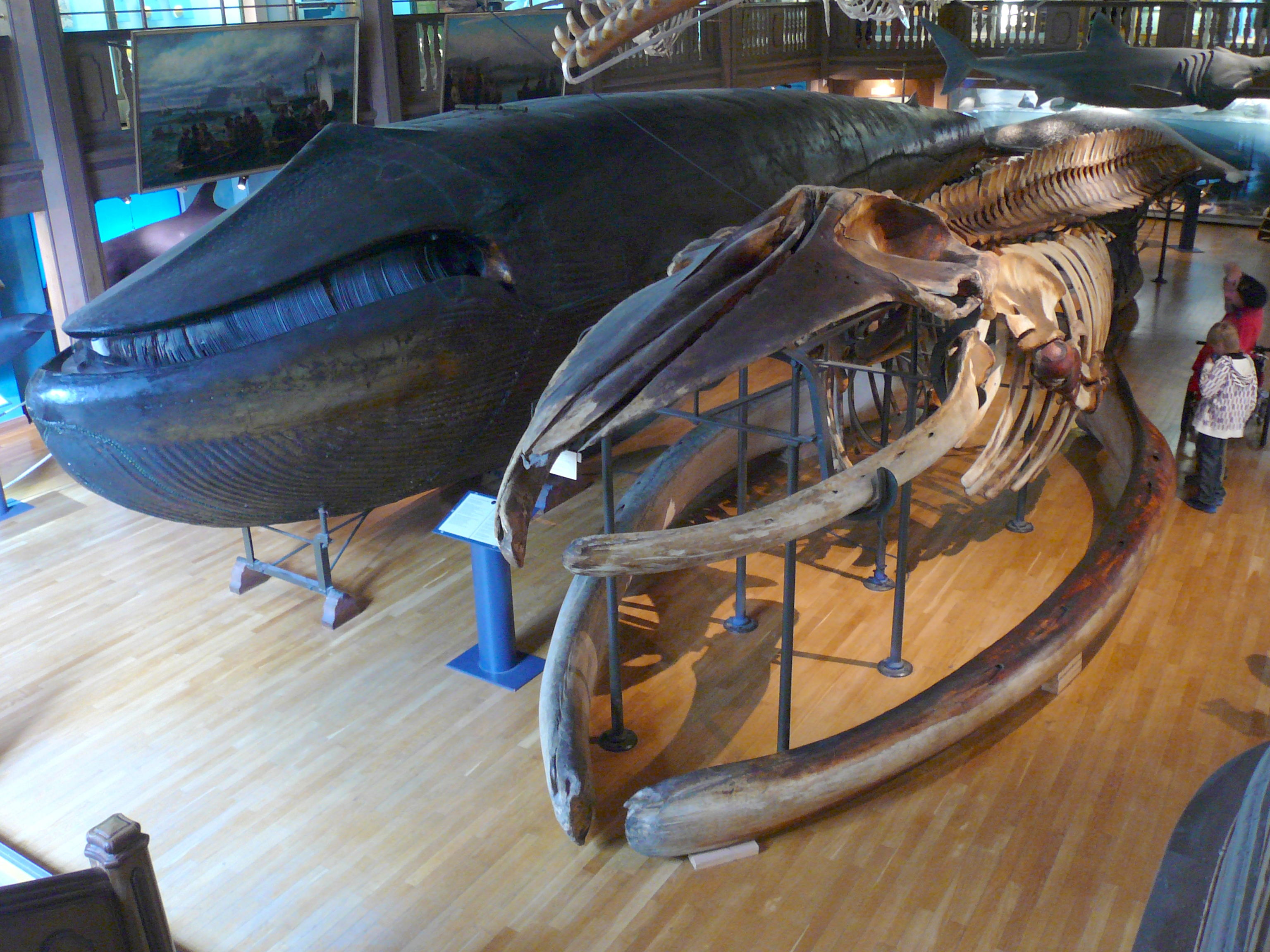
Malmska valen.

August Wilhelm Malm, född 23 juli 1821 i Lund, död 5 mars 1882 i Göteborg, var en svensk professor (1881) på zoologiska avdelningen på Göteborgs museum, och från 1 januari 1848 konservator samt senare den förste intendenten på Göteborgs naturhistoriska museum.

## Biografi
Malm tog studenten i Lund som 17-åring och studerade därefter zoologi i Köpenhamn. Han studerade i tre terminer åren 1838–1839 under professor Sven Nilsson i Lund, skaffade sig musealt kunnande på Riksmuseet i Stockholm år 1840. 1841–1842 reste han i Lappland och Finnmarken. Han studerade på nytt zoologi i Köpenhamn under två terminer 1843–44, men var på det hela taget självlärd utan akademiska examen. I Köpenhamn träffade Malm och gifte sig med Caroline Mathilde Christensen.
Malm inventerade 1844–1848 norra Skånes och södra Blekinges djurvärld. Han kom därefter 1848 till Göteborgs museums naturhistoriska avdelning som intendent och blev kvar på posten fram till sin död. 1856–1867 var han även tillsyningsman för Göteborgs läns fiskerier. August Wilhelm Malm blev 1876 filosofie hedersdoktor vid universitetet i Breslau och erhöll 1881 professors titel.
Malm var mannen bakom konserveringen av den så kallade Malmska valen som fortfarande är utställd på Naturhistoriska museet i Göteborg.
I grunden till Naturhistoriska museet finns en inmurad sten med inskriptionen; "Åt professor A. W. Malm, † 1882. Småfoglarnes Vänner reste Vården". Malm var initiativtagare till Sällskapet småfåglarnas vänner, som bildades den 15 december 1869 och blev därmed Sveriges första djurskyddsförening.
Malms mest betydelsefulla arbete är Göteborgs och Bohusläns fauna. Ryggradsdjuren (1877).

### Redaktörskap
- Följeslagare i Götheborgs naturhistoriska museum. Göteborg. 1851. Libris 10545602